# Solero (Italia)
Solero (Soleri in piemontese (pronuncia Suleri), Sulìare in dialetto locale) è un comune italiano di 1 563 abitanti della provincia di Alessandria in Piemonte, situato sulla riva sinistra del Tanaro. La sua fondazione storica risale all'epoca della dominazione romana.

## Storia
Le prime tracce di un insediamento risalgono all’età del bronzo, ma la fondazione storica si fa risalire alla dominazione romana.
Durante il regno dei Franchi (V-IX secolo) l’area fu un feudo dell’abbazia di San Martino di Tours, la quale nel X secolo portò a Solero le reliquie di san Perpetuo, vescovo di Tours dopo Martino. Queste sono tuttora conservate nella chiesa parrocchiale intitolata allo stesso santo.
Nel 1048 nacque a Solero san Bruno, che ne è diventato patrono.
Nel 1168 Alessandria venne fondata dall’unione di più borghi, tra i quali Solero, che da allora seguirà la storia del capoluogo includendo le periodiche distruzioni ad opera di eserciti invasori, primo fra tutti quello al comando di Federico Barbarossa.
All'inizio del Settecento il territorio passò sotto i Savoia, e Solero divenne feudo della casata dei Guasco, la quale vi costruì un castello, che in seguito passerà ai Faà di Bruno grazie a un matrimonio con la figlia dell'ultimo marchese Guasco.

### Simboli
Lo stemma è stato riconosciuto con decreto ministeriale del 6 luglio 1897.
(D.M. 6 luglio 1897)
Il gonfalone è un drappo di rosso.

## Monumenti e luoghi di interesse
- Castello Faà di Bruno

## Società

### Evoluzione demografica
Abitanti censiti

## Economia

### Artigianato
Molto rinomata in passato per la produzione di strumenti musicali, come le chitarre acustiche.

## Infrastrutture e trasporti

### Ferrovie
Solero è dotato di una stazione ferroviaria sulla linea Torino-Genova.

## Amministrazione
Di seguito è presentata una tabella relativa alle amministrazioni che si sono succedute in questo comune.
| Periodo        | Periodo        | Primo cittadino        | Partito                         | Carica  | Note  |
| -------------- | -------------- | ---------------------- | ------------------------------- | ------- | ----- |
| 25 giugno 1985 | 24 maggio 1990 | Giovanni Ercole        | Partito Comunista Italiano      | Sindaco | [ 8 ] |
| 24 maggio 1990 | 24 aprile 1995 | Giovanni Ercole        | lista civica                    | Sindaco | [ 8 ] |
| 24 aprile 1995 | 14 giugno 1999 | Pietro Robotti         | centro-sinistra                 | Sindaco | [ 8 ] |
| 14 giugno 1999 | 14 giugno 2004 | Pietro Robotti         | lista civica                    | Sindaco | [ 8 ] |
| 14 giugno 2004 | 8 giugno 2009  | Maria Teresa Guaschino | lista civica                    | Sindaco | [ 8 ] |
| 8 giugno 2009  | 25 maggio 2014 | Maria Teresa Guaschino | lista civica Insieme per Solero | Sindaco | [ 8 ] |
| 25 maggio 2014 | 26 maggio 2019 | Giovanni Ercole        | lista civica Insieme per Solero | Sindaco | [ 8 ] |
| 26 maggio 2019 | 9 giugno 2024  | Giovanni Ercole        | lista civica Insieme per Solero | Sindaco | [ 8 ] |
| 9 giugno 2024  | in carica      | Andrea Toniato         | lista civica Insieme per Solero | Sindaco | [ 8 ] |